# 953 (szám)
A 953 (római számmal: CMLIII) egy természetes szám, prímszám.

## A szám a matematikában
A tízes számrendszerbeli 953-as a kettes számrendszerben 1110111001, a nyolcas számrendszerben 1671, a tizenhatos számrendszerben 3B9 alakban írható fel.
A 953 páratlan szám, prímszám, középpontos hétszögszám. Mírp. Pillai-prím. Normálalakban a 9,53 · 102 szorzattal írható fel.
A 953 négyzete 908 209, köbe 865 523 177, négyzetgyöke 30,87070, köbgyöke 9,84081, reciproka 0,0010493. A 953 egység sugarú kör kerülete 5987,87560 egység, területe 2 853 222,722 területegység; a 953 egység sugarú gömb térfogata 3 625 495 005,8 térfogategység.
A 953 helyen az Euler-függvény helyettesítési értéke 952, a Möbius-függvényé −1.